# Final Fantasy I & II: Dawn of Souls
Final Fantasy I & II: Dawn of Souls es una compilación para la consola Game Boy Advance, que contiene los remakes de los antiguos juegos para NES Final Fantasy I y Final Fantasy II, ambos con nuevos mapas que explorar, además de muchos más bonus, entre ellos un Bestiario. Fue lanzado en 2004.

## Contenido y fidelidad a la versión original
Ambos juegos son muy fieles a las versiones originales para NES, y si bien son gráficamente similares a la versión para WonderSwan Color del primer Final Fantasy, también contienen la opción de “Bestiario”, que permite a los jugadores ver imágenes y estadísticas de los 195 enemigos que vayan derrotado a lo largo de ambos juegos (característica que también viene incluida en la remake para PlayStation Final Fantasy Origins).
Sin embargo, esta versión carece de la opción de elegir entre nivel "easy"(fácil) y "normal"(normal), como sí era posible en Final Fantasy Origins pero no en la versión original. Muchos críticos se quejan de que el primer juego (Final Fantasy I– FF1) aparece ya configurado en modo "easy", haciendo que los personajes suban de nivel muy fácilmente y los enemigos sean más sencillos de vencer, especialmente cuando se lo compara con la versión original. Muchos ítems son más baratos, tus personajes empiezan con más dinero y el vencer enemigos te da más recompensas. Por otra parte, otros críticos elogiaron el haber reducido el nivel de dificultad, alegando que la alta dificultad del juego (sobre todo si se lo compara con títulos posteriores) era una de sus principales debilidades. 
También hubo un cambio en cuanto al sistema de juego del Final Fantasy II (FF2).

## Modificaciones
Algunos extras y modificaciones se introdujeron para las versiones de Game Boy Advance (GBA).
- El obsoleto sistema de magia utilizado en las versiones originales (donde los personajes capaces de usar magia solo podían convocar un hechizo un determinado número de veces) fue remplazado por el hoy común, sistema de MP ("Magic Points") que se utilizó en versiones posteriores. De cualquier manera, ciertos hechizos de alto nivel todavía están restringidos para los personajes que no hayan alcanzado un cierto nivel.
- En la versión para NES, cuando a un personaje se le ordenaba atacar a un enemigo que ya no estaba allí (por cualquier razón), el golpe resultaba ineficaz. La versión para WonderSwan ofrece la opción de mantener esta configuración original o que los ataques séan redirigidos automáticamente a un enemigo que todavía esté allí. La versión para GBA fuerza este cambio, haciendo que los golpes ya no resulten más “ineficaces” debido a que el enemigo ya no está allí.
- La clase “Ladrón” y “Monje” (Thief y Monk respectivamente) son ahora más marginadas . El Mago Rojo (Red Mage) ha sido debilitado un tanto.
- A diferencia de las versiones originales, ahora puedes guardar en cualquier lugar.
- Se incluyó un sistema que permite al cartucho guardar hasta 3 juegos diferentes.
- Muchos monstruos ahora tienen más HP (Hit Points).
- Es posible destrabar un “Music Player” venciendo ambos juegos. Toda la música de ambos juegos está disponible en este modo.

Final Fantasy I incluye también 4 calabozos (“dungeons”) totalmente nuevos, conocidos como los "Soul of Chaos dungeons”. Estos calabozos solo son accesibles recolectando los cristales que aparecen luego de derrotar cada uno de los jefes que protegen cada piedra; hay un calabozo por cada unos de éstos y cada uno contiene 4 jefes de otros juegos, por ejemplo, el Calabozo de Fuego contiene el “Elemental Lords” de Final Fantasy IV. El calabozo de Tierra tiene una profundidad de 5 pisos, y necesita ser hecho 4 veces para completarlo definitivamente; el Calabozo de Fuego tiene 10 pisos y necesita 2 viajes para completarlo, el Calabozo de Agua tiene 20 pisos y necesita también 2 viajes, y el Calabozo de Aire tiene 40 pisos y requiere un solo viaje. Muchos de los jefes de estos calabozos son más poderosos que hasta el jefe final del juego; los jefes más peligrosos están en el Calabozo de Agua, que contiene jefes de FFV. 
Estos Calabozos son opcionales, y no son necesarios para terminar el juego, pero se recomienda pasarlos dado que son una oportunidad para obtener ítems raros y mucha experiencia; pero hay que tener en cuenta que estos Calabozos son difíciles y es recomendable estar preferentemente en un nivel alto antes de aventurarse en uno de ellos.
Final Fantasy II, por su parte, presenta una opción nueva que se habilita una vez completado el juego, un Calabozo llamado “Soul of Rebirth”, que es el Calabozo final de juego pero con los personajes que han sido asesinados a lo largo de este.
Una de las principales críticas que se le hace a la versión del FFII para GBA consiste en el hecho de que en esta versión no hay un sistema por el cual se suba de nivel (como es común en la gran mayoría de los juegos de rol de hoy en día) a medida que se va ganando experiencia, sino que cada “stat” (Fuerza, HP, MP, Inteligencia, Evasión, etc.) sube independientemente, dependiendo de cuan frecuentemente uses ese “stat”. Por ej., para subir el stat de HP (la “vida”) tu personaje tiene que perder gran cantidad de vida en una batalla, de otra forma no sube; o para subir la “Fuerza” (Strength) el personaje tiene que atacar muy a menudo en muchas batallas. Esta decisión fue considerada por muchos como un retroceso en el sistema para “mejorar” a los personajes, ya que es más dificultosa y difícil de llevar a cabo.

## Reacción de la crítica
Las opiniones fueron diversas. La mayoría de los críticos y jugadores aplaudieron la mejora en los gráficos, el sistema de juego y la mayor cantidad de extras. Por otra parte, hay quienes critican la facilidad de Final Fantasy I y el sistema de stats de Final Fantasy II.
- GameSpot, una reconocida web sobre videojuegos, lo calficó con un 7.2 sobre 10.

## Enlaces

### Internos
- Squaresoft
- Final Fantasy
- Videojuego de rol

### Externos
- La Fantasía Final. Web de Final Fantasy en español.
- Este artículo en la wiki de Final Fantasy en español

- Datos: Q3072358